# Drusenfluh
Il Drusenfluh (2.830 m s.l.m.) è una montagna delle Alpi Retiche occidentali (sottosezione Catena del Rätikon).

## Descrizione
Si trova lungo la linea di confine tra la Svizzera e l'Austria.